# Thalaina paronycha
Thalaina paronycha là một loài bướm đêm trong họ Geometridae.